# Гірник-Іллічівець
Футбольний клуб «Гірник-Іллічівець» — український футбольний клуб з міста Кальміуське Донецької області.

### Колишні назви
- 19??–2005: «Металург» Комсомольське
- 2006-2016: «Гірник-Іллічівець» Комсомольське
- 2016-...: «Гірник-Іллічівець» Кальміуське

## Всі сезони в незалежній Україні
| Сезон   | Чемпіонат     | Чемпіонат | Чемпіонат | Чемпіонат | Чемпіонат | Чемпіонат | Чемпіонат | Чемпіонат | Кубок           | Кубок | Кубок | Кубок | Кубок | Кубок | Кубок | Примітка |
| Сезон   | Ліга          | Місце     | І         | В         | Н         | П         | М         | О         | Етап            | І     | В     | Н     | П     | М     | О     | Примітка |
| ------- | ------------- | --------- | --------- | --------- | --------- | --------- | --------- | --------- | --------------- | ----- | ----- | ----- | ----- | ----- | ----- | -------- |
| 1997/98 | Друга Група В | 16 з 17   | 30        | 7         | 2         | 21        | 24−63     | 23        | Попередній етап | 1     | 0     | 0     | 1     | 1−3   | 0     |          |
| Всього  | Друга         | 1 сезон   | 30        | 7         | 2         | 21        | 24−63     | 16        | >1 сезон        | 1     | 0     | 0     | 1     | 1−3   | 0     |          |